# Янко Векилов
Янко Димитров Векилов е български юрист, професор, доктор по право и декан на Юридическия факултет на Софийския университет през учебните 1977/79 г. Специалист по международно публично право.

## Биография
Роден е на 27 юни 1930 г. в Стрелча. Завършва Юридическия факултет на Софийския университет през 1954 г. Доктор на Московския университет от 1961 г. Преподавател в катедрата по международно право и международни отношения на Юридическия факултет от 1962 г. Специализира в Торино, Хага, Рим, Париж и Виена от 1964 г. до 1972 г.